# Маза Яуниела
Ма́за Я́униела (латыш. Mazā Jauniela, Малая Новая улица) — улица в Риге, в историческом районе Старый город. Ведёт от улицы Яуниела до Ратушной площади. Длина улицы — 87 метров.

## История
Впервые упоминается в документах в конце XV века, вела от Ратушной площади к Домскому собору. В 1599 году улица получила название Маза Яуна, в 1923 году переименована в Маза Яуниела.

## Достопримечательности
- д. 5 — Жилой дом (XVIII век, перестроен в 1932—1934 годах, архитектор Янис Ренгартс, отремонтирован в 1965 году, архитектор Эдгар Славиетис, отремонтирован в 2001 году, архитектор Артур Лапиньш). Дом принадлежал семье Химзель. Мемориальная доска известному рижскому аптекарю Н. Химзелю.

Значительное место на улице занимают здания Ратуши и Политехнического института.